# NGC 1174
NGC 1174 (ook wel NGC 1186) is een balkspiraalstelsel in het sterrenbeeld Perseus. Het hemelobject werd op 27 oktober 1786 ontdekt door de Duits-Britse astronoom William Herschel.

## Synoniemen
- NGC 1186
- PGC 11617
- UGC 2521
- MCG 7-7-21
- ZWG 540.34
- IRAS03022+4238